# 加里·吉盖克斯
恩尼斯特·加里·吉盖克斯（英語：Ernest Gary Gygax，1938年7月27日—2008年3月4日），出生於芝加哥一個德裔瑞士家庭的美國作家與遊戲設計師，曾任保險推銷員，《龍與地下城》創始者之一，可說是開創了角色扮演遊戲這一題材，因此號稱「角色扮演遊戲之父」。他寫過奇幻小說，創作一種名為龍棋的國際象棋變體，同時也是遊戲創作公司TSR的共同創辦人。

## 参阅
- 龍與地下城
- 龍棋

## 外部連結
- 人物簡介（页面存档备份，存于）
- D&D龙与地下城教父Gary Gygax辞世（页面存档备份，存于）